# Giuseppe Sinico
Giuseppe Sinico, né à Trieste le 2 octobre 1836 et mort dans cette même ville le 31 décembre 1907, est un compositeur italien.

## Biographie
Giuseppe Sinico est le fils du musicien Francesco Sinico (Trieste, 1810 - Trieste, 1865)  maître de chant et compositeur, qui lui donne son premier enseignement musical.
Il devient maître de chapelle de la basilique gréco-illyrique de sa ville.
Sinico compose surtout de la musique sacrée. Il compose aussi en 1865 une œuvre en hommage au sixième centenaire de la naissance de Dante intitulée Padre nostro. Il devient fameux pour son œuvre créée en l'honneur du saint patron de la ville, Viva S. Giusto.
Il compose cinq opéras, le sixième devait s'intituler  Don Carlo, mais ayant entendu que Giuseppe Verdi composait un opéra homonyme, Sinico abandonne son projet.
Il meurt à Trieste à l'âge de 71 ans.

## Œuvres lyriques
- 1854 - Marinella
- 1859 - I Moschettieri (Les Mousquetaires)
- 1861 - Aurora di Nevers
- 1863 - Alessandro Stradella
- 1886 - Spartacus

## Source de la traduction
- (it) Cet article est partiellement ou en totalité issu de l’article de Wikipédia en italien intitulé « Giuseppe Sinico » (voir la liste des auteurs).